# 布龍河 (納沙泰爾湖)
46°47′9″N 6°39′5″E / 46.78583°N 6.65139°E
布龍河是瑞士的河流，位於該國西部，流經沃州，河道全長17.2公里，流域面積38.9平方公里，發源自埃沙朗以北，最終注入納沙泰爾湖。